# Bończa II
Bończa II – polski herb szlachecki, odmiana herbu Bończa.

## Opis herbu
Opis zgodnie z klasycznymi regułami blazonowania:
W polu błękitnym jednorożec skaczący srebrny, przecięty w pół księżycem złotym barkiem w lewo, u narożnika lewego trzy gwiazdy złote (2 i 1). 
Klejnot: Pół wspiętego jednorożca srebrnego. 
Labry: Błękitne, podbite srebrem.

## Herbowni
Miaskowski, Stępiński, Waśniowski.